# غدب أذني
غدب أذني (باللاتينية: Scrophularia auriculata) هو نوع نباتي يتبع جنس الغدب من الفصيلة الغدبية.	